# ألان فريد
ألان فريد (بالإنجليزية: Alan Freed)‏ هو مقدم برامج إذاعية ودي جيه أمريكي، ولد في 15 ديسمبر 1921 في Windber, Pennsylvania ‏ في الولايات المتحدة، وتوفي في 20 يناير 1965 في بالم سبرينغس في الولايات المتحدة بسبب تشمع الكبد.

## وصلات خارجية
- الموقع الرسمي
- ألان فريد على موقع IMDb (الإنجليزية)
- ألان فريد على موقع الموسوعة البريطانية (الإنجليزية)
- ألان فريد على موقع ميوزك برينز (الإنجليزية)
- ألان فريد على موقع إن إن دي بي (الإنجليزية)
- ألان فريد على موقع أول ميوزيك (الإنجليزية)
- ألان فريد على موقع ديسكوغز (الإنجليزية)
- ألان فريد على موقع قاعدة بيانات الفيلم (الإنجليزية)